# Marlies van der Putten
Maria Elisabeth 'Marlies' van der Putten (Velsen, 23 januari 1968) is een Nederlands voormalig softballer.
Van der Putten kwam uit voor het eerste damesteam van de Terrasvogels en was tevens international van het Nederlands damessoftbalteam. Ze nam met dit team deel aan de Olympische Spelen van 1996 in Atlanta als korte stop. Van der Putten is van beroep hypnotherapeut en NLP-trainer.
Madelon Beek · 
Petra Beek · 
Luciène Geels · 
Jacqueline de Heer · 
Marjolein de Jong · 
Jacqueline Knol · 
Anita Kossen · 
Anouk Mels · 
Sandra Nieuwveen · 
Penny le Noble · 
Corrine Ockhuijsen · 
Sonja Pannen · 
Marlies van der Putten · 
Gonny Reijnen · 
Martine Stiemer